# 邁西克 (大皮薩里夫卡區)
50°16′35″N 35°17′21″E / 50.27639°N 35.28917°E
邁斯凱（烏克蘭語：Майське）是位於烏克蘭東北部的村莊，由蘇梅州奥赫蒂尔卡区的基里基夫卡市鎮負責管轄。該村處於里亞比納河左岸，距離亞布盧奇涅1.5公里，海拔高度122米，2001年人口116。